# 市北区
市北区（しほく-く）は、中華人民共和国山東省青島市に位置する市轄区。

## 行政区画
下部に22街道を管轄する。
- 遼寧路街道、登州路街道、寧夏路街道、敦化路街道、遼源路街道、鎮江路街道、延安路街道、台東街道、大港街道（華陽路街道と合署）、即墨路街道（小港街道と合署）、合肥路街道（洪山坡街道と合署）、浮山新区街道（同安路街道と合署）、湖島街道、興隆路街道、阜新路街道、四方街道、水清溝街道、洛陽路街道、開平路街道、海倫路街道、河西街道、双山街道

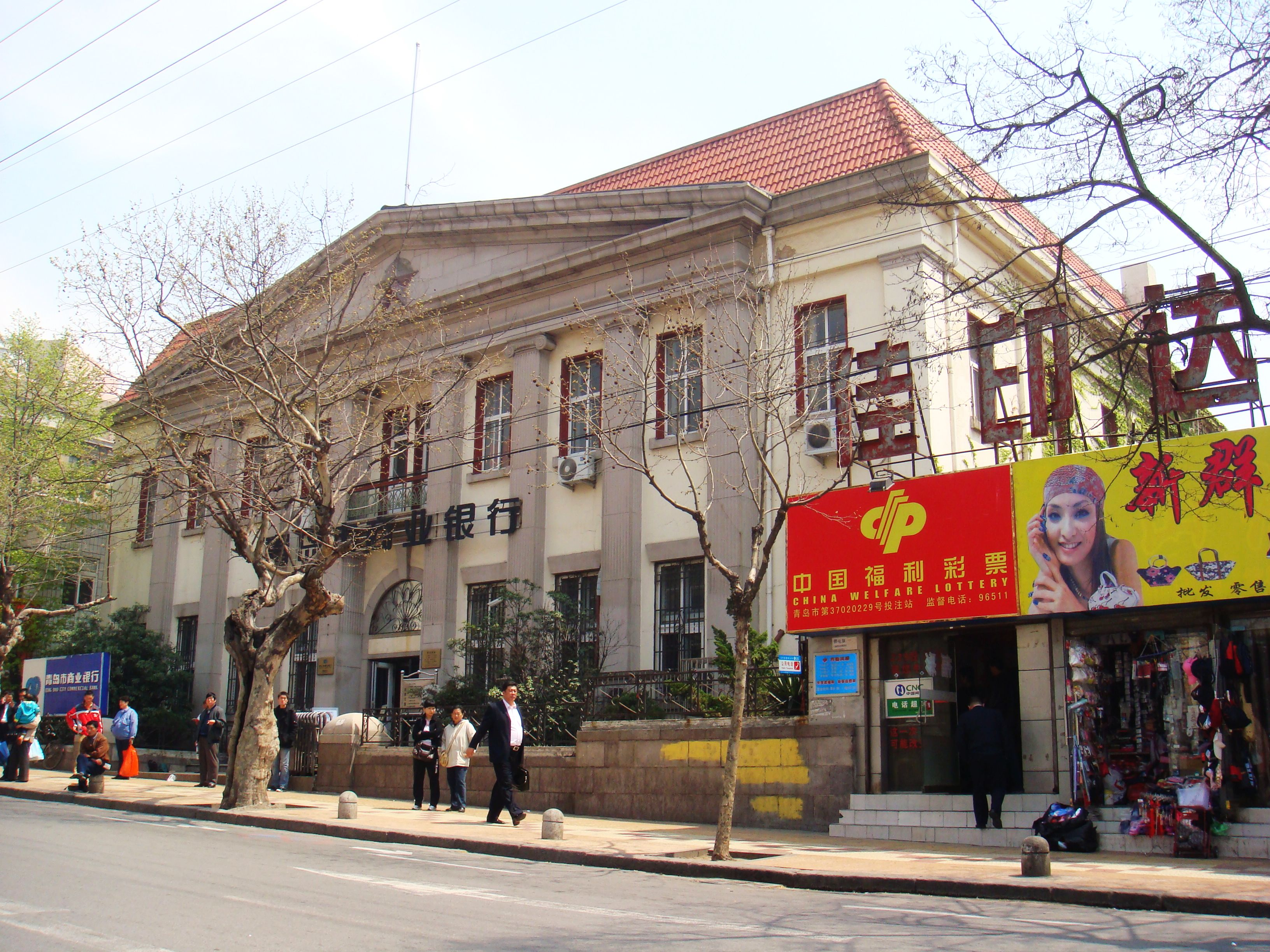
旧横浜正金銀行青島支店ビル